# Strada nazionale 40 del Colle di Sestrières
La strada nazionale 40 del Colle di Sestrières era una strada nazionale del Regno d'Italia, che congiungeva Torino a Cesana Torinese.
Venne istituita nel 1923 con il percorso "Torino - Pinerolo - Colle-Sestrières - Cesana".
Nel 1928, in seguito all'istituzione dell'Azienda Autonoma Statale della Strada (AASS) e alla contemporanea ridefinizione della rete stradale nazionale, il suo tracciato costituì per intero la strada statale 23 del Colle di Sestrières, a meno della viabilità cittadina di Torino variando il caposaldo iniziale all'innesto con la strada statale 10 Padana Inferiore nei pressi del ponte sul fiume Sangone.